# Cricketklubben Soranerne
Cricketklubben Soranerne blev stiftet som en Cricketklub for tidligere elever på Sorø Akademi. 
Klubben er nu åben for alle, og medlem af Dansk Cricket Forbund.
Klubbens hjemmebane er på Gentofte Stadion, der fra 2012 er blevet opgraderet med en ny pitch på banen, og to nye trænings pitche.
I 2013 blev et nyt klubhus, der ligger i tilknytning til banen og træningsfaciliteter, taget i brug.
Klubben har to hold, der spiller henholdsvis i 2. og 3. division Øst.
I 2012 opnåede 2. divisionsholdet at komme i finalen.